# Wounded Knee (potok)
Potok Wounded Knee (ang. Wounded Knee Creek) – dopływ rzeki White (ang. White River), liczący ok. 80 km i przepływający przez indiański rezerwat Pine Ridge w południowo-zachodniej części Dakoty Południowej, USA.
Nad Wounded Knee, w pobliżu dzisiejszej jednostki osadniczej Wounded Knee, doszło w 1890 do masakry Siuksów wodza Wielkiej Stopy (Sitanka, ang. Big Foot), dokonanej przez 7 Pułk Kawalerii armii Stanów Zjednoczonych. Do rzeki White potok wpada na południe od Parku Narodowego Badlands.